# Public Glory, Secret Agony
Public Glory, Secret Agony (dall'inglese Pubblica gloria, segreta agonia) è il quarto album in studio del gruppo musicale power metal italiano White Skull. È l'ultimo album con Federica "Sister" De Boni alla voce. Il tema portante sul quale si basa il disco sono i Romani.
L'album è un concentrato di heavy metal e power metal, con qualche chiaro elemento thrash metal.

## Tracce
1. Burn Rome, Burn (Strumentale) - 2:01
2. High Treason - 5:58
3. The Roman Empire - 5:14
4. Greedy Rome - 5:42
5. In Caesar We Trust - 7:39
6. Valley of the Sun - 4:54
7. Anubis the Jackal - 5:35
8. Mangler - 5:00
9. Cleopathra - 3:55
10. The Field of Peace - 4:25
11. Time for Glory - 6:37

## Formazione
- Tony Fontò – chitarra ritmica
- Alex Mantiero - batteria
- Federica "Sister" De Boni - voce
- Fabio Pozzato - basso
- BB Nick – chitarra solista

## Curiosità
- Verso la fine di High Treason si può sentire Tu quoque Brute fili mi in growl.